# جبل فان ويك
جبل فان ويك، هو جبل يقع في جبال كاتسكيل بنيويورك شرق - جنوب شرق وادي فروست. يقع جبل هيملوك شمالًا، ويقع جبل وودهل من الغرب إلى الجنوب الغربي، ويقع جبل شمشون في الجنوب الشرقي، ويقع تل بانجلجنوبًا، ويقع جبل ويلداكت شمال غرب فان ويك.